# Monomyces radiatus
Espèce
Monomyces radiatus est une espèce de coraux appartenant à la famille des Flabellidae.